# Plectranthus
Plectranthus L'Hér. é um gênero botânico da família Lamiaceae. Compreende cerca de 320 espécies distribuídas ao longo da Ásia, Austrália e África, com algumas espécies tendo sido introduzidas nas Américas por suas propriedades medicinais e/ou serem ornamentais. No geral, o grupo é visto como parafilético.

## Etimologia
O termo plectranthus deriva do grego πλῆκτρον (plēktron), "objeto utilizado para atingir algo, uma ponta de lança, um instrumento para tocar lira" + ἄνθος (anthos), "flor".

## Morfologia
São ervas ou subarbustos, podendo ser anuais ou perenes. Seus caules são delgados, ramificados, sobretudo quadrangulares e, por vezes, suculentos. As folhas são simples e possuem filotaxia oposta, além de possuírem pecíolos.

#### Estruturas reprodutivas
Suas inflorescências são tirsoides, com flores zigomorfas e aromáticas.

## Cultivo
Dentre as espécies cultivadas no Brasil e seus respectivos nomes-comuns, estão:
| Nome comum                                                         | Nome de espécie                          |
| ------------------------------------------------------------------ | ---------------------------------------- |
| hortelã-da-folha-grossa; malvarisco                                | Plectranthus amboinicus (Lour.) Spreng.  |
| boldo; boldo-africano; boldo-de-jardim; boldo-da-terra; sete-dores | Plectranthus barbatus Andr.              |
| plectranthus                                                       | Plectranthus prostratus Gürke            |
| coração-magoado; coleus                                            | Plectranthus scutellarioides (L.) R. Br. |

Vale ressaltar que a espécie Plectranthus monostachyus (P.Beauv.) B.J.Pollard, apesar de nativa da das regiões oeste e central da África, é naturalizada no Brasil e Costa Rica como erva em terrenos agrícolas.

## Lista de Espécies
- Plectranthus amboinicus (Lour.) Spreng.
- Plectranthus argentatus
- Plectranthus barbatus
- Plectranthus caninus Roth
- Plectranthus congestus R.Br.
- Plectranthus edulis (Vatke) Agnew
- Plectranthus esculentus N.E.Br.
- Plectranthus fruticosus L'Hér.
- Plectranthus habrophyllus
- Plectranthus madagascariensis
- Plectranthus nitidus
- Plectranthus nummularius Briq.
- Plectranthus omissus
- Plectranthus ornatus
- Plectranthus parviflorus
- Plectranthus rotundifolius (Poir.) Spreng.
- Plectranthus scutellarioides (L.) R.Br.
- Plectranthus ternatus
- Plectranthus tomentosa
- Plectranthus torrenticola
- Plectranthus verticillatus (L.f.) Druce

## Nome e referências
Plectranthus L'Héritier, 1788